# 天地觀
天地观是人类对天、地、星辰相对关系及发展演变的认识。
梁祖恒《天文錄》列举了三种古代中国人对天的认识。盖天说：一种是天像车盖，在八极之中移动；一种是天像斗笠，中间高四边低；一种是倾斜的车盖，南方高，北方低。另外还有浑天说。

## 九重天
第一重：月輪天
第二重：辰星即水星天
第三重：太白即金星天
第四重：日輪天
第五重：熒惑即火星天
第六重：歲星即木星天
第七重：土星天
第八重：二十八宿天
第九重：無星帶八重天轉動